# Hut Point
Cet article court présente un sujet plus développé dans : Péninsule de Hut Point.

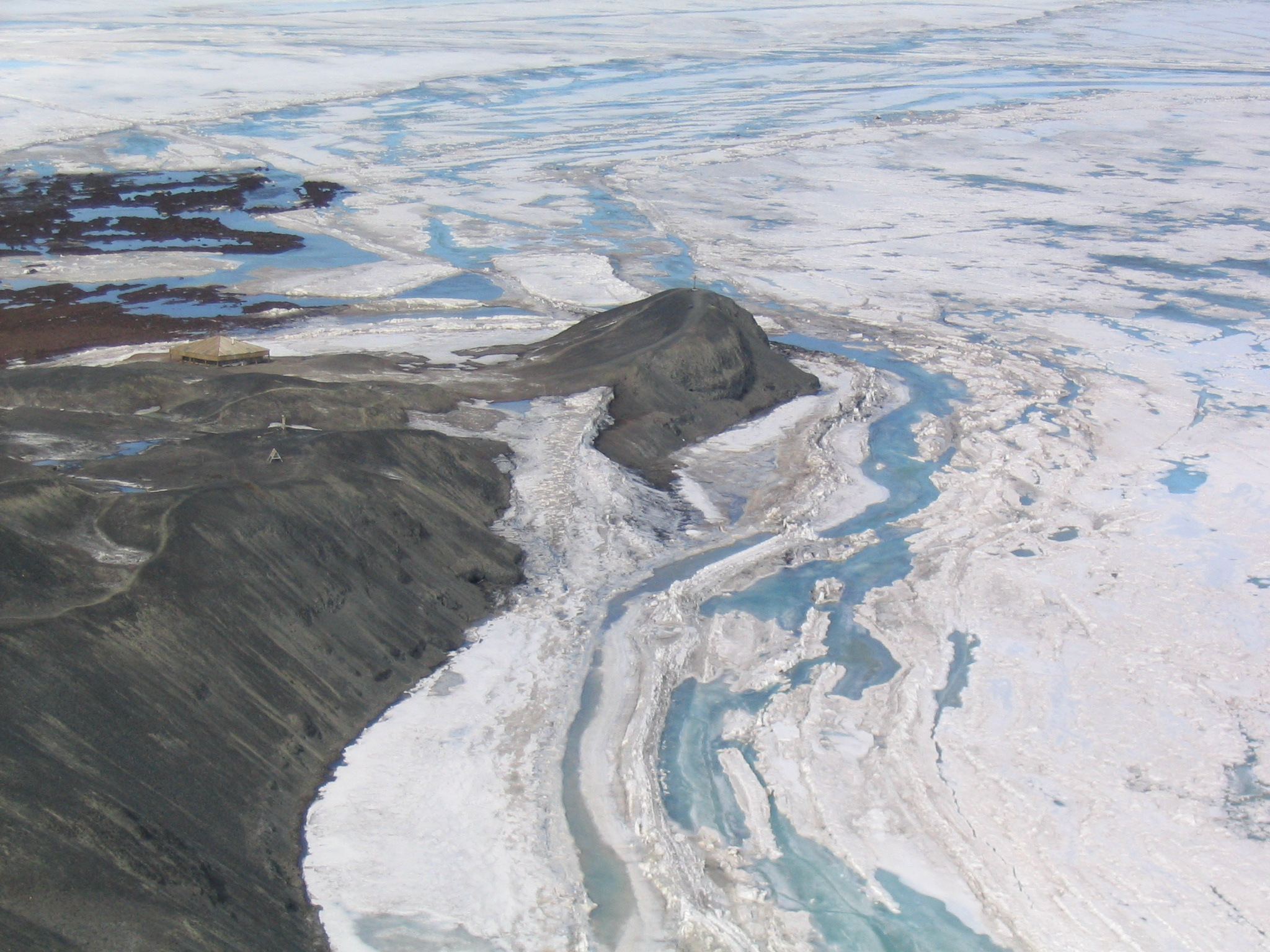
Vue aérienne de Hut Point, sur le détroit de McMurdo en Antarctique. Ce site est choisi pour abriter la base de l'expédition Discovery.

Hut Point est le nom du cap situé à l'extrémité de la péninsule du même nom sur l'île de Ross, une île volcanique de la mer de Ross en Antarctique. 
C'est ici que l'expédition britannique Discovery (1901-1904) de Robert Falcon Scott a construit, en 1902, une cabane  lors de son expédition.  Les vestiges de ce camp, nommé Discovery Hut , subsistent. Ils sont classés comme site historique de l'Antarctique.

Les bases antarctiques de McMurdo et de Scott se situent à proximité.